# Władysław Wysocki (obserwator balonowy)
Władysław Wysocki (ur. 2 lipca 1905) – porucznik obserwator balonowy Wojska Polskiego, zdobywca pucharu Gordona Bennetta oraz rekordzista Polski.

## Młodość i służba wojskowa
W latach 1927–1930 był podchorążym Szkoły Podchorążych Piechoty w Ostrowi Mazowieckiej. 15 sierpnia 1930 roku został mianowany podporucznikiem ze starszeństwem z 15 sierpnia 1930 roku i 216. lokatą w korpusie oficerów piechoty i przydzielony do 24 pułku piechoty w Łucku. Od 1 czerwca 1931 roku był słuchaczem ośmiomiesięcznego kursu aplikacyjnego obserwatorów balonowych przy 1 batalionie balonowym w Toruniu. 15 kwietnia 1932 roku został przeniesiony z korpusu oficerów piechoty do korpusu oficerów aeronautycznych i przydzielony do 2 Batalionu Balonowego w Jabłonnie. W lipcu 1932 roku Minister Spraw Wojskowych nadał mu tytuł i odznakę obserwatora balonowego.

## Osiągnięcia sportowe
W XXIII zawodach o Puchar Gordona Bennetta w dniach 15–18 września 1935 roku w Warszawie odniósł zwycięstwo, odbywając lot balonem „Polonia II” pilotowanym przez kapitana Zbigniewa Burzyńskiego. Przeleciał odległość 1650,47 km w czasie 57 godzin i 54 minuty i wylądował w Tiszkino pod Stalingradem. Jednocześnie ustanowili oni rekordy świata odległości i długotrwałości lotu w swojej klasie.
28 marca 1935 Burzyński z Wysockim ustanowili rekord świata wysokości lotu balonem 9437 m (balon „Warszawa II”), a 11 lipca 1935 rekord Polski wysokości lotu 10 200 m. 11 listopada 1935 roku „za zasługi na polu propagandy i rozwoju sportu balonowego” został odznaczony Srebrnym Krzyżem Zasługi.